# Vienna Life
Vienna Life Towarzystwo Ubezpieczeń na Życie S.A. Vienna Insurance Group (Vienna Life) – towarzystwo ubezpieczeniowe z siedzibą w Warszawie.
Vienna Life specjalizuje się w ubezpieczeniach na życie. W kategorii ubezpieczeń życiowych w Polsce - spółka zajmuje 4. miejsce pod względem wielkości przypisu składki. W ofercie firmy znajdują się produkty z zakresu ochrony życia i zdrowia, ubezpieczeń inwestycyjnych oraz rozwiązań emerytalnych.
Towarzystwo jest częścią Vienna Insurance Group AG Wiener Versicherung Gruppe (VIG), międzynarodowej grupy ubezpieczeniowej i jednego z liderów branży ubezpieczeń w Austrii i w Europie Środkowo-Wschodniej. Do grupy należy ponad 50 spółek funkcjonujących w 30 krajach.

## Historia
Początki działalność spółki w Polsce sięgają 1999 roku. Towarzystwo rozpoczęło swoją działalność jako część szwedzkiego koncernu ubezpieczeniowego, a od lutego 2006 roku należało do Old Mutual Ltd. W 2014 roku Vienna Life stało się częścią grupy kapitałowej Vienna Insurance Group AG (Wiener Versicherung Gruppe).
W 2002 roku spółka stworzyła pierwszy w Polsce finansowy serwis online dla klientów, a w 2011 roku pierwszą w Polsce aplikację mobilną umożliwiającą klientom zarządzanie posiadaną polisą.
Vienna Life była wieloletnim współorganizatorem i sponsorem wyścigu Tour de Pologne oraz jednej z największych imprez sportowych w Polsce, prowadzonej pod nazwą Vienna Life Lang Team Maratony Rowerowe.

## Akcjonariat
Vienna Insurance Group AG Wiener Versicherung Gruppe posiada 100% udziałów w Vienna Life TU na Życie S.A. Vienna Insurance Group.

## Nagrody i wyróżnienia
Spółka wielokrotnie nagradzana m.in. za jakość, innowacyjność i efektywne wykorzystanie nowych technologii w biznesie, a także inicjatywy podejmowane w ramach społecznej odpowiedzialności biznesu, które na stałe wpisały się w pozabiznesową działalność Vienna Life na rzecz społeczeństwa i środowiska.
- „Portfel Wprost” (2019) – nagroda przyznana przez tygodnik Wprost, w kategorii Innowacje i Rozwiązania Przyszłości, za wdrożenie e-podpisu, dzięki któremu klienci mogą w szybki i bezpieczny sposób zawrzeć umowę ubezpieczenia[6].
- Gold Stevie Award – Stevie Awards for Sales & Customer Service (2017) – nagroda przyznana w kategorii Business Intelligence Solution[7].
- „Odpowiedzialny Biznes w Polsce. Dobre Praktyki” (2015) – raport Forum Odpowiedzialnego Biznesu. Raport stanowi największy w Polsce przegląd aktywności CSR. Poszczególne projekty akcji „Pozytywne Obroty” zaklasyfikowano w 7 kategoriach zgodnych ze standardem ISO 26000[8].
- Nagroda imienia Gunthera Geyera dla akcji „Pozytywne Obroty”, 2015 – nagroda przyznana przez głównego akcjonariusza Grupy VIG – Wiener Stadtische Verisicherungsverein za kształtowanie odpowiedzialności społecznej oraz promocję zdrowego trybu życia i aktywności sportowej[9].